# Religija v Sloveniji
Religija je igrala pomembno vlogo v zgodovini Slovenije. Razni popisi so skozi čas sledili spremembam v verovanju Slovencev. Državni popis leta 1991 je pokazal, da je 71,6 % Slovencev katoličanov, za 14,6 % Slovencev je bil podatek neznan, 4,2 % Slovencev na vprašanje ni želelo odgovoriti, preostanek se je izrekel za pripadnike manjših verskih skupnosti. Leta 2002 se je za katoličane opredelilo le še 57,8 % Slovencev, poskočil pa je delež ljudi, ki na vprašanje niso želeli odgovoriti (15,7 %), in tistih, ki so se izrekli za ateiste (10,1 %).
Po anketi Eurobarometra leta 2018 naj bi bilo 73,4 % Slovencev katoličanov, 3,7 % pravoslavcev, muslimanov prav tako 3,7 %. Med ostalimi se večina opredeljuje za ateiste (14,7 %), 3,6 % pa je neuvrščenih. Novejše raziskave kažejo, da je rimokatolikov 53 %, pravoslavnih 5 %, muslimanov 4 %, protestantov 1 % in ljudi, ki ne pripadajo nobeni verski skupnosti, 30 %. Ob tem je nedeljnikov (rednih obiskovalcev maš) pod 140.000 (manj kot  7 % prebivalcev države, podatek iz leta 2022).

## Prijavljene verske skupnosti
Aprila 2010 je bilo na Uradu za verske skupnosti registriranih kar 42 verskih skupnosti. Februarja 2020 je bilo pri Ministrstvu za kulturo registriranih 56 verskih skupnosti. Decembra 2021 jih je bilo že 60.

## Verska pripadnost Slovencev
Verska pripadnost slovenskih državljanov po državnih popisih prebivalstva 1991 in 2002:
| Vera                                     | 1991 (%) | 2002 (%) |
| ---------------------------------------- | -------- | -------- |
| Katoliška                                | 71.6     | 57.8     |
| Evangeličanska                           | 0.7      | 0.8      |
| Druga protestantska                      | 0.1      | 0.1      |
| Pravoslavna                              | 2.4      | 2.3      |
| Druga krščanska                          | 0.1      | 0.1      |
| Islamska                                 | 1.5      | 2.4      |
| Judovska                                 | 0.0      | 0.0      |
| Orientalska                              | 0.0      | 0.1      |
| Druge religije                           | 0.0      | 0.0      |
| Vernik, a ne pripada nobeni veroizpovedi | 0.2      | 3.5      |
| Ne veruje, ateist                        | 0.4      | 10.1     |
| Ne želi odgovarjati                      | 4.2      | 15.7     |
| Neznano                                  | 14.6     | 7.1      |

Po raziskavi Slovensko javno mnenje (SJM) 1992 je samo 20 % Slovencev verjelo v »osebnega boga« (nadaljnjih 39 % je reklo, da verjamejo v »boga kot eteričnega duha« ali »boga kot življenjsko silo«).
Leta 1997:
- 24 % državljanov Slovenije je verjelo v boga brez vsakega dvoma;
- 29 % odraslih državljanov je verjelo v »Vstajenje«;
- 37,5 % državljanov Slovenije je verjelo v nebesa, in 24 % v pekel.

Okoli polovica anketirancev (51 %) je izjavila, da so verni na svoj lasten osebni način; samo 18 % jih je zatrdilo, da so verni v skladu z naukom Cerkve.
 Na podlagi teh podatkov je Niko Toš pokazal (s široko analizo 15 spremenljivk, ki merijo tri dimenzije religioznosti: ortodoksnost, verovanje v boga in verovanje v posmrtno življenje), da:
- okoli 1/5 (19 %) slovenskih anketirancev prakticira cerkveno religioznost,
- 1/5 (21 %) prakticira samostojno religioznost,
- 3/5 (60 %) ni vernih.

Primerjava analiz sedmih vzhodno in srednje evropskih držav pokaže, da je Slovenija (skupaj s Češko in Madžarsko) na spodnjem koncu lestvice religioznosti, Poljska in Hrvaška pa na zgornjem koncu. Raziskave kažejo da se delež števila vernikov še manjša (ne samo v Sloveniji, ampak po vsem svetu).

## Kontroverznosti pravne ureditve verske svobode v Sloveniji
Med letoma 2000 in 2003 so imele nove verske skupnosti z registracijo velike težave. Drago Čepar, aktiven rimo-katolik, tedanji direktor Urada za verske skupnosti (UVS), je trdil, da mu zaradi neustrezne osnove zakon ne dovoljuje registracije. S tem je bila poudarjena potreba po novem zakonu. Junija 2003 je kriza dosegla višek. Poleg drugih organizacij, je o zadevi poročal Forum 18. S pomočjo pravnikov so verske skupnosti uspele in registracija se je spet začela.. Nasprotovanje stališčem direktorja UVS izraža tudi zahteva skupine sociologov in filozofov za registracijo novega brezbožnega verstva, Cerkve svete preproščine.

## Zakonska ureditev od leta 2007
Brošura Urada Vlade RS za verske skupnosti podaja v slovenščini in angleščini (neuradni prevodi) predgovor direktorja urada Draga Čeparja, zadevne člene Ustava RS, Mednarodni sporazum med RS in Svetim sedežem o pravnih vprašanjih, Zakon o verski svobodi (Ur. l. RS 14/07) in izvlečke iz drugih zakonov in sporazumov.

## Nova ureditev
Osnutek novega zakona je pripravil Lovro Šturm, član (katoliškega) malteškega viteškega reda . Med pripravo zakona je bila razprava o zakonu omejena, se je pa razplamtela kasneje. Preden je zakon prišel v parlament, je bilo spremenjenih nekaj členov. Toda zakon je veliko ljudi opisalo kot slabo napisan in neustrezen za rešitev veliko vprašanj, odprtje Pandorine skrinjice, ki bi kasneje omogočila korist prevladujoče cerkve. Poslanec Aleš Gulič je parlamentu predlagal alternativni zakon, vendar je Vlada Janeza Janše na vsak način hotela sprejeti svojega in posledično Guličev predlog ni imel veliko možnosti, kljub temu da so strokovnjaki menili, da je veliko boljši in še posebej mnogo bolj v skladu z načelom ločitve Cerkve od države, kar je eno izmed načel slovenske ustave.

## Razprava o prenovi zakona iz leta 2007
Razprava se je kmalu po spremembi vlade leta 2008 obnovila s predlogi o spremembi zakona. Ustavno sodišče RS je na predlog državnega zbora leta 2010 sprejelo odločbo, ki razveljavlja nekatera določila zakona. Po več politično neuspelih poskusih  je leta 2014 predlog novega zakona o verski svobodi še v pripravi.